# Nurbek Oralbay
Nurbek Oralbay, född 11 juni 2000 i Astana, är en kazakisk boxare.

## Karriär
Oralbay tog guld vid världsmästerskapen i boxning i lätt tungvikt år 2023. Han är uttagen att delta vid sommar-OS 2024.